# Fokker D.XI

Fokker D.XI

De Fokker D-XI was een tweedekker jachtvliegtuig dat door Fokker in 1923 werd ontwikkeld en gebouwd. Het toestel had de Fokker D.IX als basis en was bewapend met twee 7,7mm-machinegeweren.

## Gebruik

### Rusland
Er werden 200 toestellen besteld via de handelsvertegenwoordiger in Berlijn door Rusland. In Rusland werden speciale herstelwerkplaatsen ingericht voor het lassen van de rompbuizen en de montage van de vleugels. De toestellen werden door de Russen in 1929 tijdens het Chinees-Sovjet-Russisch conflict ingezet.

### Duitsland
Duitsland bestelde 50 toestellen in 1923 in verband met de Ruhr-crisis. Ze werden besteld door de groot industrieel Hugo Stinnes voor de Reichswehr. Het was de Reichswehr verboden om vliegtuigen te bezitten. De crisis was al voorbij voor de levering en de order werd geannuleerd. De toestellen gingen in mei 1925 naar Roemenië. Hier werden ze na aflevering gebruikt als lesvliegtuig voor de gevorderde vliegeropleiding.

### Zwitserland
In 1925 gingen er twee toestellen naar Zwitserland om getest te worden tegenover de Dewoitine D.1. De Dewoitine voldeed beter en werd besteld. Voor de D.XI is geen bestelling meer geplaatst. Ze hebben hier tot 1939 gevlogen als lesvliegtuig zonder bewapening.

### Argentinië
De Argentijnse marine bestelde in 1923 een D.XI. Deze werd waarschijnlijk in 1925 afgeleverd. Er is verder weinig bekend over dit toestel.

### Spanje
Ook Spanje heeft een D.XI gehad. Verdere gegevens hierover ontbreken.

## Specificaties
- Type: Fokker D.XI
- Fabriek: Fokker
- Rol: Jachtvliegtuig
- Bemanning: 1
- Lengte: 7,50 m
- Spanwijdte: 11,67 m
- Hoogte: 3,20 m
- Leeggewicht: 865 kg
- Maximum gewicht: 1250 kg
- Motor: 1 × Hispano-Suiza 8 Fb watergekoelde V-8, 224 kW (300 pk)
- Propeller: tweeblads
- Eerste vlucht: 1923
- Aantal gebouwd: 117

Prestaties
- Maximumsnelheid: 225 km/u
- Vliegbereik: 440 km
- Plafond: 7000 m

Bewapening
- Boordgeschut: 2 × 7,7 mm machinegeweer (voorwaarts gericht)